# Bonneuil-sur-Marne
Bonneuil-sur-Marne là một xã ở ngoại ô phía đông nam của Paris, Pháp. Nó nằm cách 13,4 km (8,3 mi) tình từ trung tâm của Paris.